# Постав
По̀ставът представява дървен съд, подобен на бъчва. При него дъното е доста по-широко от горния отвор, а на височина достига някъде до кръста на човек (ок. 1 м). Използва се в град Елена за осоляване на еленски бут и Филе „Елена“ (рибица).
В Северна България понякога така се нарича дървен съд с продълговата, правоъгълна форма. Той може да се сложи върху каруца и в него да се сложи обраното грозде, което след това се смачква (най-често с крака или кросно) и после се прелива в каци или бурета, за да стане на вино.